# D. M. Jayaratne

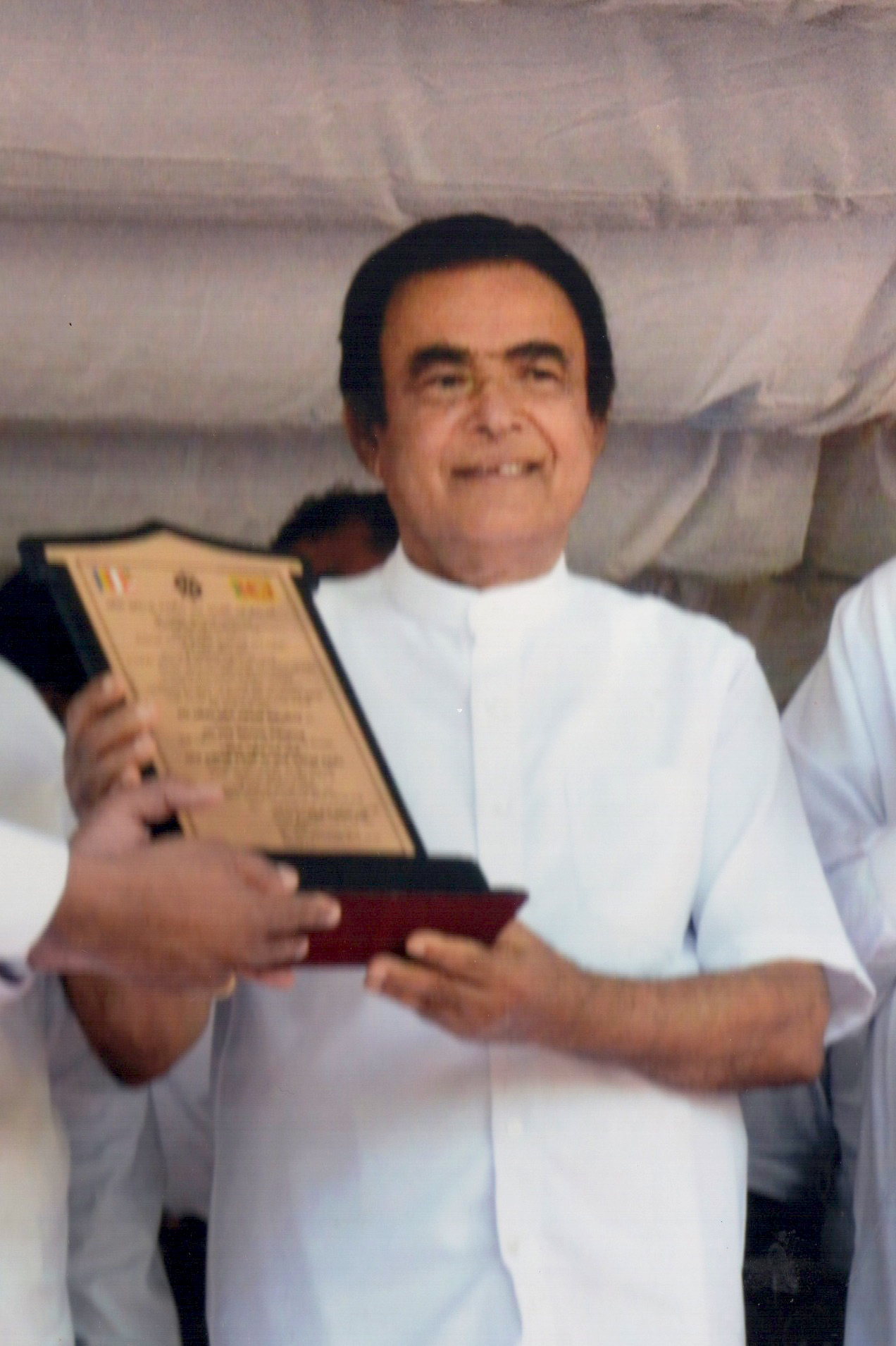
D. M. Jayaratne

Dissanayake Mudiyanselage „D. M.“ Jayaratne (singhalesisch දිසානායක මුදියන්සේලාගේ ජයරත්න; Tamil டிசைனாக முடியன்செலகே ஜெயரத்னே; * 4. Juni 1931; † 19. November 2019) war ein sri-lankischer Politiker und zwischen 2010 und 2015 Premierminister.

## Biografie
Nach dem Besuch der Schule von Doluwa Maha Vidyalaya in Gampola bei Kandy studierte er Mitte der 1950er Jahre Kunst an der University of Peradeniya. Nach einer Tätigkeit als Lehrer an der Doluwa Maha Vidyalaya war er von 1960 bis 1962 Postmeister von Doluwa.
Seine politische Laufbahn begann er mit der Wahl zum Abgeordneten des Parlaments 1970 als Kandidat der Sri Lanka Freedom Party (SLFP) und vertrat zunächst bis 1977 den Wahlkreis Gampaha. Bei den Wahlen 1989 wurde er abermals zum Mitglied des Parlaments gewählt und vertrat nunmehr nach seiner Wiederwahl 1994 bis 2001 den Wahlkreis Kandy und führte mit 54.290 Wählerstimmen die Liste der SLFP im Bezirk Kandy an.
Im August 1994 wurde er von Premierministerin Chandrika Kumaratunga als Minister für Ländereien, Land- und Forstwirtschaft erstmals in eine Regierung berufen und hatte dieses Amt auch unter Kumaratungas Nachfolgerin Sirimavo Bandaranaike bis August 2000 inne. Im nachfolgenden Kabinett von Premierminister Ratnasiri Wickremanayake war er zwischen August 2000 und Dezember 2001 Minister für Landwirtschaft, Ernährung und Kooperativen. Jayaratne war daneben zeitweise auch Generalsekretär der Freiheitsallianz des Vereinigten Volkes (United People’s Freedom Alliance (UPFA)), zu der auch die SLFP gehört.
Zwischen 2001 und 2004 gehörte er dem Parlament als Mitglied der Nationalliste der SLFP an und trat nach deren Wahlsieg im April 2004 als Minister für Post und Telekommunikation sowie für Ländliche Entwicklung in das Kabinett von Premierminister Mahinda Rajapaksa. Diese Funktion behielt er auch in der zweiten Regierung Wickremanayake bis 2007 inne. Zuletzt war er zwischen 2007 und April 2010 Minister für Plantagenindustrie im Kabinett Wickremanayake.
Am 8. November 2010 gewann die UPFA die Wahlen zum Parlament klar mit 60,3 Prozent der Wählerstimmen und 144 der 225 Mandate, während die United National Front 29,3 Prozent und 60 Sitze, die Democratic National Alliance 5,5 Prozent und 7 Mandate und die Tamil National Alliance 2,9 Prozent der Stimmen sowie 14 Parlamentssitze erhielt. Die Wahlbeteiligung lag bei 61,3 Prozent.
Daraufhin wurde Jayaratne am 21. April 2010 zum neuen Premierminister ernannt und legte noch am gleichen Tag seinen Amtseid ab. Am 23. April 2010 stellte er sein Kabinett vor, in dem Gamini Lakshman Peiris Außenminister und John Seneviratne Innenminister wurde. Präsident Mahinda Rajapaksa behielt die Ämter als Verteidigungs- und Finanzminister weiterhin bei.